# Kosaku Matsumora
Kosaku Matsumora (松茂良 興作, Matsumora Kōsaku, 1898) foi um mestre de Okinawa-te, do estilo Tomari-te, nascido em 1829 e morto em 1898. Foi aluno dos mestres Karyu Uku e Kishin Teruya, de caratê, estudando ainda esgrima, do estilo Jigen-ryu, e deixou considerável contribuição para o desenvolvimento do caratê moderno.

## Biografia
Kosaku Matsumora nasce, em 1829, numa família tradicional de Oquinaua, cuja ancestralidade remontava por linha indireta a el-Rei Sho Shin, fundador da dinastia. Quando criança, estudou os clássicos chineses e Confucionismo na escola de Tomari para jovens de famílias de posição. Sua compleição física era forte, posto que fosse de baixa estatura.
Começou Matsumora estudados sob os auspícios de Giko Uku durante três. Durante esse tempo, o lecionante ensinava a Matsumora a dar ênfase no desenvolvimento de uma base simultânea à mobilidade das pernas e giro de cintura - Tai sabaki - no fito de bem canalizar a energia dos golpes. Foram treinados os katas Naihanchi, Bassai e Wanshu.
Logo depois, Matsumora foi estudar com Kishin Teruya com quem treinou os katas Rohai, Wanshu e Wankan. Matsumora treina com afinco e seu esforço é reconhecido por mestre Teruya que, impressionado, convidou-o para continuar seu treinamento no mausoléu de família, onde foram-lhe repassados os significados dos katas e suas aplicações práticas - bunkai. Naquele tempo, não existiam dojôs ou locais próprios e separados para a prática de artes marciais. O convite significou enorme honra, porque ainda naquela época o estudo do te somente era praticado por um grupo limitado de pessoas, em sigilo quase absoluto e muito tarde da noite. Assim, aquele que fosse visto praticando as técnicas poderia ser punido com a morte.
Além do te, Matsumora era também mestre de kobudo, sendo perito nas artes com bastão, Bo-jutsu e Jo-jutsu. E estudou o estilo de esgrima do clã Satsuma, Jigen-ryu.
Um evento na vida de Matsumora que o deixaria marcado para sempre e o tornaria uma lenda do caratê sucedeu quando ele contava vinte anos de idade. Um samurai, do clã Satsuma, abusando de sua posição social, queria fazer impor à força sua vontade sobre um grupo de pessoas: era comum um samurai desgarrado sequestrar e abusar de moças e crianças. Matsumora tomou a defesa da turma para si e enfrentou sozinho ao samurai, contra quem, usando apenas das mãos vazias e das técnicas do Okinawa-te, obteve vitória, desarmando o oponente e a atirando a espada num rio. Contudo, Matsumora perdeu o dedo mínimo no confronto, o que o deixou marcado como alvo de eventuais e futuras represálias por parte de outros samurais, haja vista que um samurai perder sua espada era uma desgraça inimaginável.
Por outro lado, toda a cidade de Tomari saiu em socorro do mestre, escondendo-o dos funcionários do governo. Matsumora entrou em reclusão na área de próxima de Nago.
Outro fato se deu certa noite, quando ele e outros praticavam no mausoléu da família Teruya da família, notaram um passante observando seus movimentos. Mestre Matsumora aproximou-se dele. O homem, então, pediu desculpas por perturbar e elogiou as habilidades do mestre, quando o rapaz entregou um pedaço de papel, mas, antes de o mestre Matsumora terminar de ler, o desconhecido tinha desaparecido.
Matsumora mostrou o bilhete ao Mestre Teruya, ao que ele respondeu: "Exatamente!". Algum tempo depois, Kosaku Matsumora teve um lampejo de inspiração e, num momento, compreendeu o significado mais profundo da mensagem:
| “ | A essência do budô é denunciar pensamento imoral, compreender a humanidade, seguir num caminho virtuoso e dedicar sua vida a cultivar a paz em Oquinaua. | ” |

## Contribuições
O grande mérito do mestre Kosaku Matsumora, além da grande contribuição com as técnicas de luta, é a defesa intransigente da justiça, dos bons costumes. Figurou como opositor ao governo Meiji. E seus atos lhe calharam a alcunha de "Punho Santo". Também desenvolveu uma versão particular do kata Chinto e transmitiu o Bassai. Teve como alunos Chotoku Kyan e Maeda Pechin.